# 寶石寵物 Twinkle☆
《寶石寵物 Twinkle☆》，是三麗鷗和SEGA TOYS共同開發的角色，寶石寵物動畫版的第二作。在2010年4月3日至2011年4月2日於東京電視台播出，共52集，2013年7月22日發售收錄於BD-BOX的特別篇。宣傳口號是「每個女生都是出色的魔法使！」。台灣以《寶石寵物 閃亮魔法學園》為標題，香港以《寶石寵物Ⅱ》為標題播映。

## 概要
製作方由前作的大阪電視台改為東京電視台，而播放時間也由每週日早上9:30 - 10:00改為每週六早上9:30 - 10:00。
人類角色方面也作出了徹底的改變，而部分寶石寵物的性格亦和前作有所不同，但寶石寵物所持有的寶石能力則不變。世界觀也和前作有所不同，本作中人類是不知道寶石樂園的存在。
而本作中魔法學校作為主要場景經常出現，以魔法學校入學到畢業作為故事的主線大綱。
製作班底也作出了更換、本作主要由『七色★星露』的班底負責製作（系列構成 - 島田滿、角色設定 - 伊部由起子、監督 - 山本天志）。而劇本繼續由山田隆司、江夏由結擔當。
香港在2011年7月12日（首播）及2012年5月19日（重播）以「寶石寵物Ⅱ」為標題分別於翡翠台及兒童台開始播放。
台灣在2012年8月25日以「寶石寵物 閃亮魔法學園」為標題開始於每週六早上8:00 - 8:30播放。後改為每週六早上上7:00 - 7:30播放，並對於「不適兒童（不雅語、愛情）」台詞做了部分的裁剪。

## 副標題「Tinkle☆」名稱的由來
據官方得知，最初的「Jewelpet Tinkle☆」為錯誤的標題名稱，應為「Jewelpet Twinkle☆」。因大部分地區原先都以「Tinkle☆」來作副標題名稱，故「Tinkle☆」仍是大眾普遍且較喜歡使用的稱呼。產生這種差錯的原因是因為日語在念此平假名時將其音節省略，最後才造成其他地區音譯的差異（其實翻譯為「Tinkle☆」是沒問題的，因為日本插畫家「てぃんくる」的譯名也是「Tinkle」。所以，「Tinkle」也是「てぃんくる」的常用譯名）。
香港播映的「寶石寵物Ⅱ」為節目表名稱，節目內的標題則為「寶石寵物 Tinkle☆」，後來改為「寶石寵物 Twinkle☆」。因此，副標題「Tinkle☆」可等如「Twinkle☆」，兩者皆可搜尋到同樣的資料。

## 故事大綱
魔法王國寶石樂園的魔法學校入學禮開始，新生露比來到學校。因莫魯塔貝多校長忘記進行入學試，所以決定進行臨時考試。但露比卻在魔法控制上不合格，所以需要進行其他的考試——到利亞利亞界（人類世界）尋找與自己心靈相通的女孩子，二人一起到魔法學校入讀。到達利亞利亞界後露比與正前往參加小學六年級開學禮的櫻明相遇。

## 寶石樂園
由茱莉娜女王以魔法守護的國度。天上有著一大一小的月亮，其中小月亮似乎隱藏著甚麼秘密。在寶石樂園的上空存在著被稱為「Jewel land Wing（寶石樂園之環）」的行星環，在地上看就像一道白色的彩虹。寶石樂園把人類所居住的世界稱之為「利亞利亞界」，而在利亞利亞界居住的人類則稱之為「利亞利亞」。
在這世界居住的寶石寵物與生俱來就擁有使用魔法的能力。而這裡也有教授魔法的學校，而這裡所提及的「魔法學校」就是主角們所就讀的那一間，台灣版則將主角們所就讀的魔法學校命名為「魔法學園」。而寶石寵物入讀魔法學校必需有一個利亞利亞的搭擋。
對寶石寵物來說自己搭擋的幸福就是牠們最大的幸福，搭擋的夢想和精神就是寶石寵物的力量之源。當搭擋沒精神時寶石寵物也會沒精神，嚴重時會發燒甚至昏迷。
寶石寵物擁有一個名為Jewelpod的道具。使用該道具可以來往寶石樂園和利亞利亞界，而且更可利用魔法陣於利亞利亞界進行移動。其他功能還可以變出一些魔法道具，偵測主人位置…等。
寶石樂園和利亞利亞界的時間流逝完全相同。但是利用Jewelpod從寶石樂園回到利亞利亞界時，會回到從利亞利亞界出發到寶石樂園那一刻。因而得知利用Jewelpod到寶石樂園時，利亞利亞界的時間會過得非常慢，而利亞利亞界的電腦也會在此時連結上寶石王國。

### 活動
寶石之星大賽
寶石樂園中的魔法使互相比試魔法的大會，必須集齊12顆Jewel Stone才能參加。當擁有12顆Jewel Stone的魔法使到達一定的人數，於每所魔法學校的寶石之花就會綻放，這時寶石之星大賽將會開幕。
比賽內容十分多樣性，其中包括甜品製作、禮服製作、魔法劍比試等。比賽形式為一對一淘汰賽進行，本屆大賽出場人數為32人，先進行2場預賽，剩餘8人進行決賽，而這8人也是以一對一進行淘汰賽。大賽中利亞利亞只能與一名寶石寵物的搭擋出賽。對賽時禁止使用直接傷害對方的魔法。
寶石之星大賽出場的學生將會從魔法學校畢業並失去魔力，而且將不能再到寶石樂園。但是寶石寵物還是可以到利亞利亞界與搭擋見面。
大賽的優勝者會成為「寶石之星」。會被授予寶石之星的王冠和可以達成3個願望的「奇蹟寶石魔法」。
夜之週
寶石樂園的夜晚是連續1星期。時間流逝跟利亞利亞界同樣是一天24小時，日出有3日，日落也有3日，而日間為連續2星期。因此寶石樂園一個晝夜長達1個月。
New Moon（新月）
新月期間不能使用魔法。
夏祭
寶石樂園為慶祝4年1度的夏至所舉行的活動。於日落的3日期間舉行，進入夜之週後會進行煙花大會，之後夏祭就會閉幕。在日落期間，Jewel Stone持有者的魔力會有所增強，能使用一次「夏日寶石魔法（Summer Jewel Magic）」。
Jewel Snow Night（寶石雪之夜）
一個會落下彩虹色雪的夜晚。
傳說中分別在天空和大地的雙胞胎妖精為對方的幸福而在互相祝福。天空妖精艾莉爾莉娜（艾露莉娜）在天空把雪降到大地，而接受了雪的大地妖精杜迪娜（蒂迪娜）也向天空掛起彩虹。之後在這日寶石樂園都會為世界的人們祈求幸福。
在黎明前會有三道巨大的彩虹從地平線升起，這時人們會拿著彩虹色的雪結晶祈願，當日出時雪結晶就會回到天空。
據說妖精們的魔法至今仍然留在寶石樂園中，擁有強烈羈絆而又互相分離者在這天會引發出奇迹。
Magical Chocolate Day（魔法巧克力日）
跟利亞利亞界的情人節一樣，是女生向喜歡的男生送出巧克力以及表白的日子。在該日寶石之星大賽會暫停。

### 
魔法學校是寶石寵物和利亞利亞的搭擋學習魔法的地方，建築物內部由於莫魯塔貝多校長的魔法，所以實際比看見寬廣得多。在校舍內有不可思議的房間，亦有沒人知道的秘密房間。
魔法學校七不思議
魔法學校所流傳的不可思議事件。「在沒人的課室內傳出惡魔的叫聲」、「月夜下出現的惡魔之霧」、「晚上在校舍中徘徊的全身濕透的學生」、「增加的銅像之謎」、「晚上鋼琴會自己發出聲音」、「鐘樓的階梯在晚上會增加」、「在探尋七不思議時某人會增加一個」。
魔法學校的鐘
由魔法所製造的特別的鐘，每12年會因魔法失效而損壞。損壞的鐘即使莫魯塔貝多校長也無法修理，只有被選中的某個學生才能用魔法修理。
時空旅程之門
7年1次，鐘樓會出現能穿梭過去與未来的門。不過打開門的魔法是被禁止使用的，而且難度非常高，即使利昂也使用不了。但藉著奈娜的力量和各種偶然米莉亞成功打開，並回到過去。
舊校舍
現已不再使用，是過去的魔法學校。環境陰暗而氣氛恐怖，一般不會有學生接近，而且亦被莫魯塔貝多校長禁止進入。舊校舍內收藏了禁斷的魔法書及魔法之鏡等魔法道具。

### 景物和動植物
千夜一夜草
名詞解釋參照。
磨菇一族
居住在迷之森林廣場的菇類。
Bravo樹
誰人經過便會向他拍手。
滴溜滴溜花
只要望著它，它便會不停迴轉。
荊棘蘭
是危險的植物，被它棘中的人會慢慢變成石頭。
柏加鳥
人們會用牠的羽毛做婚紗，會發出「笨蛋（Paca）」的叫聲（台版此部分遭裁減）。
哼歌草
會哼歌的花。
搖搖擺擺昆布
海藻的一種。若接觸了它，便會觸電，讓人全身有「麻酥酥」的感覺。非常討厭被人們誤認為裙帶菜。他們所製成的牢籠會把魔法使的魔力全部吸走。
音樂之果實
用語參照。
Jewel Flower（寶石之花）
各魔法學校都有種植。
藍寶石月亮
寶石樂園的月亮。

## 登場人物
動畫第二季以櫻明等人為主，而寶石寵物們為輔。而故事的舞台亦以魔法之國寶石樂園為主。

### 主角群
（Sakura Akari）
配音員：日：高森奈津美／港：陳皓宜／台：林美秀
代表顏色：  粉红色
搭檔：露比 、拉布拉
本作品女主角之一，也是第一女主角。
13歲（特別篇） 、12歲（初登場時11歲）的女生，就讀溫斯頓學校小學部6年2班。日本人，來自神奈川縣。特徵為一頭咖啡色的雙馬尾和碧綠色的眼睛。在寶石王國的魔法學校是6年級學生（初登場時為1年級）。在回校參加開學禮途中在海邊與露比相遇，之後在魔法學校與露比一起入學。喜歡祐馬。害怕恐怖的東西。於第41話集齊12顆Jewel Stone，獲得寶石之星大賽出場資格。
長大後因莫妮卡姐姐太過於優秀的關係，而有強烈的自卑感。平時總獨自留在家中，母親因工作關係時常失約，生活上常被人跟姐姐比較，自己也一直認為媽媽偏心於莫妮卡。個性因此變得更內向畏縮不前，甚至下意識地回避莫妮卡。在第30話中與母親化解彼此的誤會，並了解母親對於自己和姐姐是平等對待、互相關心的。在第33話中姐妹二人互相理解對方想法，並為以成為女演員為目標的姐姐打氣。
小明雖然在利亞利亞界中表現得較為消極，但性格其實坦率溫柔。在寶石樂園中由於沒人認識自己的家人及背景，所以能把真性情表達出來，並時常幫助、關心他人並給予鼓勵。平時在寶石王國學習魔法的生活中，在露比與拉布拉的陪伴下，得到了許多寶貴的經驗與回憶，不知不覺中自己的個性也改善了許多，也因此讓自己活的更有自信。非常害怕被朋友排斥，所以當米莉亞和沙羅避開自己時會十分慌張，有時還甚至哭了出來。
夢想成為一個漫畫家，但在繪製戀愛漫畫參加校內比賽時受到挫折，振作起來後以露比和奈娜為藍本繪畫4格漫畫，得到祐馬的讚賞並在學級新聞上連載。在溫斯頓學校的學園祭中，解決隊長麻衣和隊員之間的矛盾，成功舉行漫畫展。
由於不擅長運動，所以在4年級時一直都不能完成跳繩的二重跳，正想放棄時看見祐馬在練習遠投。被祐馬所感動而繼續練習並喜歡上祐馬。於第二學期與祐馬一同擔任圖書委員。
第1話中，與露比成為搭檔。
第2話中，與利昂成為朋友。
第3話中，與拉布拉成為副搭檔。
第4話中，與米莉亞成為朋友。
第5話中，與沙羅成為朋友。
第23話中，與阿魯瑪初次相見。
第33話中，最後向祐馬作出「希望成為配得上祐馬的女生、適合做祐馬女朋友的女孩」的告白，之後因為太害羞而跑走了。
第45話中，祐馬回應之前的告白，但因祐馬之前的話以至太激動而聽不到回應的內容，這使露比和拉布拉十分灰心。
第51話中，幫助阿魯瑪和菲安麗娜解開巴蒂斯特的束縛，並成為該屆的寶石之星。
第52話中，從魔法學校畢業以及升上中一，與沙羅和米莉亞繼續有書信來往，書信署名是「Sara and Miria」。
特別篇中，與阿魯瑪、祐馬、莫妮卡、麻衣、朋繪、七海及志保一起在溫斯頓學園中學部上學。成為祐馬的女朋友。
於2012年發布的劇場版「寶石寵物 甜品舞公主」以訪客（客串）的方式演出。與祐馬共同在裘莉和梅莉所開的飲料攤下約會，並且目擊到用掃把在空中飛翔的露比。
米莉亞（ミリア、Miria）
配音員：日：竹達彩奈／港：羅杏芝／台：劉凱寧
代表顏色：  緑色
搭檔：佳娜德 、珊瑚
本作品女主角之一。
來自美國，8歲的女生。全名是「米莉亞．瑪麗金．麥肯奇（ミリア・マリーゴールド・マッケンジー、Miria・Marigold・Mackenzie）」。特徵為一頭黃色的曲髮和海藍色的眼睛。魔法學校的6年級學生（初登場時為2年級學生），初登場時擁有兩顆Jewel Stone，並迷戀利昂。與小明一樣有兩隻寶石寵物作為搭擋。受到日本動畫的影響，喜歡在頭髮上帶貓耳髮圈，而且房間內都是一些與動畫相關的東西。討厭蛇。喜歡利昂，但對自己被利昂當成小朋友看待感到惱怒。做事積極、切實向目標前進這一點為小明所羨慕。是阿明在魔法學校第一個遇到的同學。
對著沙羅和尼古拉說話時毫不客氣，個性強橫、驕傲、自尊心高，其實本性和善，亦有粗心大意和愛哭的一面。自稱「KMB（「完全無欠の美少女（完美無缺的美少女）的簡稱，日本羅馬拼音為：Kanzen Muketsu Bishojo，有時英文譯為：Knock Marvelous Beauty 有時西班牙語譯為：Kacho Mega Bonita」）」、沙羅則以「KYO（「空気が読めないおバカなミリア（不識相的笨蛋米莉亞）」的簡稱）」諷刺米莉亞。說自己很會製作甜品，但是總是失敗。
喜歡唱歌，每天花了四小時上跳舞課和唱歌課。她曾說過，她的夢想是成為寶石之星、俘虜世界上所有人、並成為世界最頂級的流行曲天后。懂得彈結他，第10話中曾在魔法學校的音樂室彈奏。有5年（即3歲之後開始）沒有見過自己的爸爸，她表示自己並沒有不開心，在哈莉特老師教變身魔法時，她只能變身成爸爸5年前的樣子。她說利昂的父親帥，但自己的爸爸更帥。在歌唱比賽中，總是取得亞軍，因此感到很沮喪，但沒有放棄夢想，共輸了三次，在結局中終於取得冠軍。
起初討厭小明，認為她只是一個沒力量的新生，後來因施魔法失敗而為大家招來麻煩，沙羅以單刀直入的說話方式攻擊米莉亞，利昂亦教訓她，此事令米莉亞感到很傷心，一直認為自己是沒有錯的。直到她鼓起勇氣回魔法學校後，意外發現正為花澆水的小明和消除火種（米莉亞失敗的魔法）的利昂，才了解到自己的錯誤，並立即向大家道歉。亦因為此事對阿明改觀，並因此得到第3顆Jewel Stone。
起初也因為沙羅沒有打扮感而討厭她，並戲稱她為「實驗宅女」，後來才對沙羅改觀。在第一次與阿明、沙羅一起考試時，因不太滿意阿明只和沙羅一起而忽略了自己，所以很討厭沙羅，性格與沙羅格格不入。但在小明的協調下，暫時與沙羅和好，三人一起完成了試題，而各得到一顆象徵著合作精神的Jewel Stone。米莉亞因此事得到第4顆Jewel Stone，並升上三年級。
媽媽是絲莉露布萊特（一位著名女歌手），米莉亞在第一次參加歌唱比賽時因媽媽遲遲未到，而想起過去媽媽經常因工作關係爽約而感到很難過，後來得知可用時空之門回到過去改變未來，在過程中為避免被過去的媽媽發現而改名為「亞米莉（アミリ、Amiri）」。後來在小明的陪同下發生了一些意外，但也從意外中而想起自己那麼熱愛唱歌及想做一位歌手都是因為媽媽，而自己小時候也是不顧自己的寂寞而支持媽媽出道當歌手的。在暸解事情的真相後，米莉亞和小明立刻將意外化為平息，矯正了過去。當自己回到歌場比賽後才發現媽媽是為了幫她準備自己剛出道的禮服而晚到了會場，對於此事的發生米莉亞與媽媽之間的誤會也解除了。
她的媽媽說：「如果不付出努力的話，夢想永遠都不會實現到的。」，米莉亞因這句說話而不斷為自己的夢想努力。
起初不太喜歡瑪麗安娜她們，覺得她們很囂張及自大。
第18話中和利昂一起通過考試並升上四年級。因此事得到第6顆Jewel Stone。
在夏祭中打算用10倍魔法加上魔法戀愛藥粉（傾慕之藥）做一個10倍美味的蛋糕令利昂喜歡自己，但卻不幸地弄了一個10倍難吃的蛋糕。
沙羅（Sara）
配音員：日：片岡梓／港：曾佩儀／台：李明幸
代表顏色：  天空藍
搭檔：莎菲
本作品女主角之一。
有日本人和印度人的血統，14歲的女生，在魔法學校是6年級生（初登場時是4年級生），性格非常沉默冷靜。喜歡研究。與小明是好友。討厭蘑菇。起初因為米莉亞的性格而討厭她，後來對米莉亞改觀。6年没有跟父母见面，最后一集和父母相见。
喜歡也十分擅長做實驗，不擅長打扮和猜拳，夢想成為科學家。
神內祐馬（神内祐馬（じんない ゆうま）、Jinnai Yuma）
配音員：日：立花慎之介、片岡梓（年幼）／港：曹啟謙、陳琴雲（年幼）／台：李明幸
起初名字設定為「裕馬（ゆうま、Yuma）」，但日本播放第一話時已更改為「祐馬（ゆうま、Yuma）」。
本作品男主角，第一男主角。
搭檔：歐帕露（和阿魯瑪共同的）
個性沉默寡言卻很有人氣，溫斯頓學學園小學部6年2班的同學，阿明的同班同學。阿明喜歡的人。費莉娜的兒子，阿魯瑪的雙胞胎弟弟，但一出生就没有魔法力量、是個真正利亞利亞界的人類。自從母親費莉娜因封印懲罰考驗的影響進入永遠睡眠的狀態後，就沒有被茱莉娜女王帶到寶石樂園、反而被留在利亞利亞界給他的祖母照顧。後來喜歡阿明、特別篇中成為阿明的男朋友。
13歲（特別篇）、12歲（初登場時11歲），出生日是12月27日，血型AB型，身高165cm，星座摩羯座，強項是打籃球。
與阿明、阿魯瑪、麻衣、朋繪、七海及志保入讀了溫斯頓學園中學部（在特別篇中，他們穿著溫斯頓學園中學部的校服）。
於2012年發布的劇場版「寶石寵物 甜品舞公主」以訪客（客串）的方式演出。與櫻明共同在裘莉和梅莉所開的飲料攤下約會，並且目擊到用掃把在空中飛翔的露比。
利昂（Leon）
配音員：日：赤羽根健治、金田晶（幼年）／港：張裕東、林丹鳳（幼年）／台：林谷珍
搭檔：迪安
本作品的第二男主角，但比第一男主角祐馬佔更多戲份。在魔法學校是6年級生，出生在奧地利，生日為9月1日，劇中是16-17歲，貴族出生的少年，性格和藹可親，責任心很強，具正義感，對人也很好，被泉之龍先生稱讚為「勇敢的少年」，亦是米莉亞傾戀的對象。
幼年時，養的一隻狗叫羅傑，和父親在山上打獵時走散了，因為體力不夠倒下來，羅傑為了保護利昂而犧牲了，利昂在羅傑的墓前哭得很傷心，因為迪安出現，鼓勵利昂要堅強，並跟迪安成為魔法搭檔。利昂英俊外表、紳士風度以及超強的魔法能力成功吸引魔法學校中大量女子的歡心，當中以米莉亞最為突出，其次則是魔法天使三姐妹(她們專稱利昂為「利昂大人」)。在劇集初期，因為利昂多次出手相助初到魔法學校的主角阿明，阿明也曾對利昂動心，更在泉之龍集數中對利昂哭道:「利昂對我們是十分重要的! 所以，在保護我們前，利昂一定要好好保護自己!」利昂的魔法水平甚至比某些魔法學校老師還要高。
利昂為了使搭當迪安再次回復聲線，不適一切，兩年內日夜寒窗苦讀搜集資料，最終在阿明等人的幫助下發現魔法之鏡，使搭當迪安再次回復聲線。
利昂英偉的形象在現實世界中獲得了不少人氣，更有不少人士在Facebook、Twitter等社交媒體為他設立Fans Club，人氣宛如一位知名偶像。
是魔法學校第1位集齊12顆Jewel Stone的學生，並可出席寶石之星大賽，但可惜利昂的正義及勇敢最終不敵使用了禁忌魔法的神內阿魯瑪。

### 寶石樂園

#### 

##### 學生
魔法學校的學生都是從利亞利亞界（人間界）來的
尼古拉（ニコラ、Nicola）
配音員：日：大原桃子／港：陳琴雲／台：龍顯蕙
搭檔：吉塔那
在魔法學校是6年級生（初登場時是4年級生），自稱是天才少年。俄國人。喜歡沙羅。很会弹钢琴，得过很多奖杯。
在21話中看見經米莉亞打扮的沙羅才發現沙羅是個美女，便開始喜歡沙羅，便不斷向沙羅表白。
是魔法學校第2位集齊12顆Jewel Stone的學生，並可出席寶石之星大賽。
神內阿魯瑪（アルマ、 Alma）
配音員：日：高本惠／港：沈小蘭／台：黃珽筠
搭檔：歐帕露、戴安娜
初登場時11歲，後來12歲。13歲（特別篇）星座山羊座，生日12月27日，血型AB型，身高160cm。
魔法學校的在校生，祐馬的雙胞胎姐姐。常以神祕的黑衣男孩現身，因為和祐馬是雙胞胎，所以當變身成男生時常常會讓人誤以為是男生。從小個性開朗，自從母親沉睡後，個性變得孤僻，總是一意孤行而不相信他人，其實真正的性格很溫柔 只是怕被背叛，後因為小明的幫助而解開她的心房。
本身是個魔法天才，不需要唸出「Twinkle Twinkle」的準備咒文也能使用魔法（因為使用的魔法不需唸準備咒文），黛安娜就是他用魔法製作出來的寶石寵物，被黛安娜稱為「寶石樂園最強的魔法使」。
自從母親費莉娜因封印巴蒂斯特的影響進入永遠睡眠的狀態後，就被茱莉娜女王帶到寶石樂園，交給摩德弗茲校長和哈莉特老師照顧，但阿魯瑪封閉起自己內心，獨自在舊校舍生活，認為茱莉娜女王強迫「母親封印巴蒂斯特」和「分開自己和祐馬」，所以非常憎恨茱莉娜女王，發誓不會原諒女王。
一出生就擁有兩人份魔力，但力量太強盛，使用太強的魔法身體會無法負荷，甚至消減自己的生命力。當和祐馬接觸時，魔法力量會達到跟茱莉娜女王一樣的水平。
一直在暗處留意小明，其實是茱莉娜女王的預言說總有一天會遇見改變自己的命運的女孩，第23集初次在他們面前露面，第25集決定去找出巴蒂斯特，希望能用巴蒂斯特裡的咒語喚醒媽媽，並和祐馬一起生活。
第51集因媽媽蘇醒了，與媽媽和祐馬團聚。第52集與媽媽一樣已經沒有魔法而可以永遠留在利亞利亞界生活。
化名「拉也」參加寶石之星大賽。
與阿明、祐馬、莫妮卡、麻衣、朋繪、七海及志保一起在溫斯頓學園中學部上學（在特別篇中，他們穿着溫斯頓學園中學部的校服）。
（Judy）
配音員：日：金元壽子／港：鄭麗麗／台：李明幸
搭檔：普蕾斯
小明在練習移動物體的魔法時，所遇到的少女，在12年前，茱蒂是魔法學校敲鐘的學生，是上一屆寶石之星大賽的「寶石之星」，剛開始對自己的魔法沒有自信，跟小明很像而意外與小明相遇成為朋友，當鐘12年前壞掉後，用魔法都無法修復壞掉的鐘，因為有小明的鼓勵，魔法才成功。在特別篇結尾中再次登場。

##### 老師
莫魯塔貝多校長（モルダヴァイト校長、Moldavite）
配音員：日：下崎紘史／港：黃子敬／台：林谷珍
搭檔：小玲
寶石寵物們所上學校的校長，很愛睡，興趣是唱卡拉OK，喜歡買魔法郵購的魔法商品，會買奇怪的魔法商品來引起騷動。　
哈莉特老師（ハーライト先生、Harlite）
配音員：日：石橋美佳／港：雷碧娜／台：劉凱寧
搭檔：米爾姬、露娜
寶石寵物們所上學校的女老師，對小明的力量有很大的期待。討厭校長買魔法郵購。
薩魯夫老師（サルファー先生、Sulfur）
配音員：日：高坂篤志／港：周良鴻／台：林谷珍
搭檔：陶魯
寶石寵物們所上學校的男老師，擔任魔法物理學的新老師，恐懼抑鬱笨拙的性格，外表看起來像個小孩子，說自己是「大人」了。有畏高症。
阿美杜玲、托莉斯汀（アメトリン、トリスティン、Tametorin、Toristein）
配音員：日：井口裕香（兩者）／港：謝潔貞（阿美杜玲）、黃玉娟（托莉斯汀）／台：林美秀（阿美杜玲）、李明幸（托莉斯汀）
寶石寵物們所上學校的女老師。外表似是隻貓。

#### 艾克斯蘭特學園
瑪麗安娜（マリアンヌ、Marianne）
配音員：日：釘宮理惠／港：劉惠雲／台：林美秀
搭檔：凱雅
自稱是「盛名天使」的少女，全名是「格蘭．馬尼艾魯．蕭克拉．朱利安捷尼（マリアンヌ・グランマニエルショコラ・ジュリアンジェリー、Marianne Grand Mariner Chocola Julliangeli）」。「魔法天使」的隊長，3姊妹的長女，收集12顆Jewel Stone，寶石寵物的點心大賽頒獎後登場，彈指就能使用魔法。喜歡利昂。
卡特莉娜（カトリーヌ、Catherine）
配音員：日：松嵜麗／港：陳琴雲／台：李明幸
搭檔：莉露
自稱是「性感天使」的少女。全名是「格蘭．馬尼艾魯．蕭克拉．朱利安捷尼（カトリーヌ・グランマニエルショコラ・ジュリアンジェリー、Catherine Grand Mariner Chocola Julliangeli）」。「魔法天使」的成員，3姊妹的次女，收集了12顆Jewel Stone（初登場時有10顆，第22話有12顆），寶石寵物的點心大賽頒獎後登場。喜歡利昂。
安潔莉娜（アンジェリーナ、Angelina）
配音員：日：MAKO／港：成瑤孆／台：林美秀
搭檔：雅美莉
自稱是「女僕天使」的少女。全名是「格蘭．馬尼艾魯．蕭克拉．朱利安捷尼（アンジェリーナ・グランマニエルショコラ・ジュリアンジェリー、Angelina Grand Mariner Chocola Julliangeli）」。「魔法天使」的成員，3姊妹的三女，收集了10顆Jewel Stone（初登場時有9顆，第22話有10顆），寶石寵物的點心大賽頒獎後登場。喜歡利昂。
更河（Ganho）
配音員：日：下崎紘史／港：周良鴻
搭檔：尤克
艾克斯蘭特學園的最強學生，曾經將隕石粉碎，這已成為傳說。

#### 其他角色
茱莉娜（ジュエリーナ、Jewelina）
配音員：日：高梁碧／港：朱妙蘭／台：林美秀
魔法王國的女王。在二千年前因要封印懲罰考驗而令自己有一百年失去魔法力量。
祖莉和瑪莉（ジョリー&メリー、Jolly&Merry）
配音員：港：黃紫嫻→曾秀清（祖莉）、林元春（瑪莉）／台：黃珽筠（祖莉）、林美秀（瑪莉）
寶石網的形象角色，祖莉穿白毛藍色的衣服，瑪莉穿白毛紅色的衣服，是魔法郵購的魔法商品介紹員，莫魯塔貝多校長喜歡這兩個介紹員。
西洞窟老婆婆（西の洞窟のお、Old Witch of the Western Cave）
配音員：日：甲斐田幸／港：伍秀霞／台：李明幸
知道千夜一夜草的人。名字艾爾比亞娜（アルビアーナ、Albiana）。住在西邊的洞窟（西洞窟）裡，傳聞靠近那裏就會被老婆婆變成奇怪的樣子，寶石寵物們都很害怕。討厭利亞利亞（人類），認為他們是「遇到挫折就沮喪，遇到困難就放棄」的懦弱生物，起初把明他們當成敵人，最後看到阿明和露比會為對方著想，老婆婆就把記載著令千夜一夜草開花咒語的魔法書給了明。
以前是教費莉娜的魔法學校的老師，後來因費莉娜封印懲罰考驗後在永遠花園中永遠沉睡而很傷心，把自己變成青蛙的模樣，住在西洞窟裡。雖然如此，但變身成魔法使時會變回原本的樣子，並能發揮出更強的魔法力量。後來因阿明再次喚醒費莉娜，魔法便解除了，她變回人了。
泉之龍（泉のドラゴン、Fountain Dragon）
配音員：日：千田光男／港：黃子敬／台：林谷珍
住在龍之泉的龍。名字不詳，藍色的身體白色的鬍子，紅色眼睛，傳說到龍之泉就會有去不回，為了取泉水的迪安，攻擊了阿明她們，而這泉水是測試勇氣而存在的，實際上是溫和善良的龍，眼睛是藍色，認識哈莉特老師，和校長是小時候的玩伴。
收了古哈科和利昂做徒弟，稱利昂做「很有勇氣的少年」。
阿貝妞（アベニュー、Avenue）
配音員：日：佐佐木望／港：陳琴雲 ／台：李明幸
在草莓咖啡館工作。外表是一隻兔子，有兩顆綠色的眼睛。
費莉娜（フェアリーナ、Fealina）
配音員：日：嶋村侑／港：黃玉娟／台：李明幸
拍檔：歐帕露（前拍檔）/安祖娜（现任拍檔/只出現Jewel Charm的樣子，在52集出現了牠的樣子）
阿魯瑪和祐馬的母親，因為想捨棄魔法永遠生活在雷亞界，所以解開了禁忌魔法的封印想找到捨棄魔法的咒語。禁忌的咒語在寶石樂園裡蔓延，菲安麗娜馬上醒悟到自己鑄成大錯，於是把蔓延的魔法再次封印到【懲罰考驗】中，但卻用盡了自己的魔法力量。菲安麗娜永遠在花園中沉睡了。第51集因明而蘇醒了，與阿魯瑪和祐馬團聚。
艾卡麗桃（エカナイト、Ekanite）
配音員：日：佐久間玲／港：黃玉娟／台：龍顯蕙
薩魯夫老師的母親。聽說她憤怒的時候很恐怖。
希露迪（ヒルデ、Hirude）
配音員：日：松嵜麗／港：沈小蘭／台：李明幸
搭檔：朵芭斯
被人稱為「寶石樂園中最有天份的女孩」、「寶石之星大賽是為她而設」、「很有機會取得冠軍，並成為寶石之星」等。在寶石之星大賽的第二場初賽中被阿魯瑪假冒的拉也打敗。之後她向阿明、米莉亞、沙羅、利昂和尼古拉他們提及，和拉也的那場比賽不用十秒便結束，她的魔法力量靜靜地被拉也吸掉，所以輸了，受了很大打擊，要他們小心拉也，她的魔法力量深不可測。
沙更（Sagan）
配音員：日：下田麻美／港：黃淑芬／台：李明幸
搭檔：查洛特
戴眼鏡，很有知識頭腦。在寶石之星大賽的第二場決賽中被沙羅打敗。
說明鳥
配音員：港：沈小蘭
第21話為沙羅和米莉亞說明調換了身體的狀況。

#### 魔法郵購
為甚麼為甚麼
配音員：港：曾秀清
第6話在回憶中出現，摩德弗茲校長買回來的魔法郵購，會不斷問問題，在十秒內答不出的話，便會爆炸。
打嗝小子
第6話摩德弗茲校長買回來的魔法郵購。
I Am Pen（アイアムペン、I-Am-Pen）
配音員：日：柳原哲也／港：沈小蘭／台：林谷珍
摩德弗茲校長用魔法郵購買回來說是可以「成為漫畫家」的物品。
是男性，因為它唸咒語時是說「Gurira Gurira」，阿明亦稱呼它為「筆先生」。
小天和小秤（テン・ビン、Ten・Bin）
配音員：日：谷井明日香（兩者）／港：成瑤孆（小天）、朱妙蘭（小秤）
通稱「小天秤」。

#### 磨菇一族
磨菇一族的國王（キノコの王樣）
配音員：日：長／台：林谷珍
語尾會說「King」。
艾靈基大臣（エリンギ大臣）
配音員：日：山口勝平／台：林谷珍
磨菇一族的大臣。

### 利亞利亞界（人間界）

#### 溫斯頓學園
名倉麻衣（名倉麻衣（なくら まい）、Nakura Mai）
配音員：日：高梁碧／港：余欣沛、沈小蘭（第20話）／台：李明幸
溫斯頓學學園小學部6年2班的同學，阿明的同班同學。與阿明一起畫漫畫的同學。
經常帶領別人，常常看一些很有深度的書，亦很擅長畫漫畫。有畏高症。
有一頭綠色的短髮。與阿明是好友。夢想是成為一位小說家。
因筆先生的魔法，於是與阿明、朋繪、七海及志保經歷了一場魔法大歷險。
與阿明、阿魯瑪、祐馬、朋繪、七海及志保入讀了溫斯頓學園中學部（在特別篇中，他們穿著溫斯頓學園中學部的校服）。
松本朋繪（松本朋絵（まつもと ともえ）、Matsumoto Tomoe）
配音員：日：內海慶子／港：曾秀清／台：黃珽筠
溫斯頓學學園小學部6年2班的同學，阿明的同班同學。與阿明一起畫漫畫的同學。
有一頭銀色的曲髮。與阿明是好友。與七海的話題較多，夢想是成為一位電影明星。
因筆先生的魔法，於是與阿明、麻衣、七海及志保經歷了一場魔法大歷險。
與阿明、阿魯瑪、祐馬、麻衣、七海及志保入讀了溫斯頓學園中學部（在特別篇中，他們穿著溫斯頓學園中學部的校服）。
錦木七海（錦木七海（にしきぎ ななみ）、Nishikigi Nanami）
配音員：日：須藤祐實／港：成瑤孆、羅杏芝（第40話）／台：劉凱寧
溫斯頓學學園小學部6年2班的同學，阿明的同班同學。與阿明一起畫漫畫的同學。
有一頭啡色的頭髮。與阿明是好友。與朋繪的話題較多，夢想是成為一位幼稚園老師。
因筆先生的魔法，於是與阿明、麻衣、朋繪及志保經歷了一場魔法大歷險。
與阿明、阿魯瑪、祐馬、麻衣、朋繪及志保入讀了溫斯頓學園中學部（在特別篇中，他們穿著溫斯頓學園中學部的校服）。
檜志保（檜志保（ひのき しほ）、Hinoki Shiho）
配音員：日：沼倉愛美／港：張頌欣／台：龍顯蕙
溫斯頓學學園小學部6年2班的同學，阿明的同班同學。與阿明一起畫漫畫的同學。
有一頭啡色的頭髮，戴眼鏡。與阿明是好友。
因筆先生的魔法，於是與阿明、麻衣、朋繪及七海經歷了一場魔法大歷險。
與阿明阿魯瑪、祐馬、麻衣、朋繪及七海入讀了溫斯頓學園中學部（在特別篇中，他們穿著溫斯頓學園中學部的校服）。
相川友里
溫斯頓學學園小學部6年2班的同學，阿明的同班同學。
門田繪美
溫斯頓學學園小學部6年2班的同學，阿明的同班同學。
倉田美也
溫斯頓學學園小學部6年2班的同學，阿明的同班同學。
園山葵
配音員：港：曾秀清
溫斯頓學學園小學部6年2班的同學，阿明的同班同學。是個女生，懂得彈鋼琴。
飛田末來
溫斯頓學學園小學部6年2班的同學，阿明的同班同學。
岡裕美
溫斯頓學學園小學部6年2班的同學，阿明的同班同學。
絹川
溫斯頓學學園小學部6年2班的同學，阿明的同班同學。
古山
溫斯頓學學園小學部6年2班的同學，阿明的同班同學。
瀨戶
溫斯頓學學園小學部6年2班的同學，阿明的同班同學。
瀧川
溫斯頓學學園小學部6年2班的同學，阿明的同班同學。
小未
溫斯頓學學園小學部的同學。是阿明升上六年級前認識的好朋友。
加奈
溫斯頓學學園小學部的同學。是阿明升上六年級前認識的好朋友。
裕子
溫斯頓學學園小學部的同學。是阿明升上六年級前認識的好朋友。
山田
溫斯頓學學園小學部的同學。是個男生，比較花心。
粟山
溫斯頓學學園小學部的同學。是個男生，比較老實。
甲田由子（こうだ ゆうこ、Kouda Yuuko）
配音員：日：清水愛／港：沈小蘭／台：黃珽筠
溫斯頓學學園小學部6年2班的班主任，任教數學和體育。有一頭短髮。
莫妮卡親衛隊（モニカの親衛隊）
配音員：日：大原桃子
籃球隊隊長（名字不詳）（バスケ部部長（名前不明））
配音員：日：仲村水希／港：周良鴻／台：林谷珍
球員感冒，人手不足無法參加練習賽，就拜託祐馬來幫忙。
籃球隊副隊長（名字不詳）（バスケ部副部長（名前不明））
配音員：日：神原大地／港：張裕東 ／台：林谷珍
跟籃球隊隊長一起拜託祐馬來幫忙。
籃球隊隊員（バスケ部男子）
配音員：日：廣瀨武央
於特別篇登場。

#### 角色的家人
櫻晃（Sakura Akira）
配音員：日：木內秀信／港：關令翹／台：林谷珍
小明和莫妮卡的父親。是一個造船技師，負責設計船隻。是個郵購迷，曾因為在網上購買了一套釣魚用品而惹怒了萬里繪。
櫻萬里繪（桜まりえ（さくら まりえ）、Sakura Marie）
配音員：日：高梁碧／港：黃玉娟／台：李明幸
小明和莫妮卡的母親。懂得駕駛，有一架紅色的私家車。是一個雜誌編輯。
一直被阿明認為自己偏心於莫妮卡。
櫻莫妮卡（桜モニカ（さくら モニカ）、Sakura Monica）
配音員：日：井口裕香／港：曾佩儀／台：李明幸
小明的姊姊。初登場於第1話。星座處女座。是初中學生。
外表貌美，草綠色眸，心地善良，對任何人也很好，會主動關心別人，是個深受同學和師長愛戴的人。
是一位有名的模特兒及電影明星。學業成績優秀，是溫斯頓學園初中部的學生會會長。因這些原因，成為同學們羨慕的對象。經常成為雜誌的封面人物，無論做甚麼也很好，可說是十全十美。
因為阿明是她的妹妹，別人很自然便會拿她和阿明互相比較，因此阿明開始下意識地迴避莫妮卡，兩人的關係亦越來越疏遠。即使如此，但她仍會主動關心阿明。不過，後來阿明發現她是經過努力才能保持好的成績及能把工作做得很完美。
與阿明、阿魯瑪、祐馬、麻衣、朋繪、七海及志保同樣在溫斯頓學園中學部就讀。
絲莉露布萊特（セリーヌ・ブライト、Celine Bright）
配音員：日：堀江由衣／港：謝潔貞／台：龍顯蕙
米莉亞的母親。是個美國人。
一位女歌手。她不但唱歌動聽，而且世界聞名，還是一個很有名的人。
米莉亞那麼熱愛唱歌及想做一位歌手都是因為她。
在米莉亞第一次參加歌唱比賽時因自己遲遲未到而令米莉亞誤會爽約，她經常因工作關係爽約。明和米莉亞用時空之門回到過去，她們不小心弄破了自己參加歌唱比賽的裙子，她下定決心不參賽，因當了歌手後米莉亞便會感到寂莫，後她唱歌給小時候的米莉亞聽。米莉亞和明一起用魔法把裙子回復原狀，米莉亞說自己最喜歡唱歌的媽媽，她不會感到寂莫，因歌聲把她們連繫在一起。她聽後她覺得很不可思議並贊同米莉亞的說話。米莉亞回到歌唱比賽場地後，她趕來了，並把當年自己參加歌唱比賽的裙子改小並送給米莉亞，米莉亞便更加有動力唱歌。
神內卓馬
配音員：日：立花慎之介
費莉娜的丈夫，祐馬及阿魯瑪的父親。以前在極光出現的雪山上，他遇見了從寶石樂園來到利亞利亞界的費莉娜。這時，本來想拍費莉娜的模樣，但看到照片中費莉娜的臉就不拍了。他和費莉娜一見鍾情而結婚生下祐馬及阿魯瑪。知道費莉娜是個魔法世界的魔法史。不過在祐馬和阿魯瑪小時候已經去世了。

#### 其他人物
高田莉娜（ゴテンリナ、Gotenrina）
被人說成莫妮卡比她更耀眼。
住田（Sumita）
配音員：日：櫻庭裕士／台：林谷珍
阿晃公司的第五代會長。
片岡（Kataoka）
配音員：日：上田燿司／港：葉振聲／台：林谷珍
阿晃公司的專務（董事長）。很惹人討厭。
艾莉娜（エリーナ、Erina）
配音員：日：高森奈津美／港：陳皓宜／台：林美秀
第12話阿明漫畫中的角色。因筆先生的魔法讓阿明經歷了她的漫畫故事。阿明則變成了艾莉娜。
頭髮又長又軟，眼睛是栗子色。經常凝視著北極光憧憬未來。
北極光王國的公主，喜歡祐里，他們兩情相悅。
祐里（Yuri）
配音員：港：張方正／台：李明幸
第12話阿明漫畫中的角色。因筆先生的魔法讓阿明經歷了她的漫畫故事。
是一個勇敢的劍士，頭髮是黑色。
外貌像祐馬，阿明在畫這漫畫時在路上看見祐馬，所以用了祐馬的外貌當祐里的樣子，連名稱也很像祐馬。
一直暗戀艾莉娜，故事開始時向艾莉娜表白，他們兩情相悅。
公主
配音員：港：成瑤孆／台：黃珽筠
第12話阿明漫畫中的角色。因筆先生的魔法讓阿明經歷了她的漫畫故事。
很喜歡祐里，是艾莉娜的情敵。
森下
萬里繪的同事。
史提夫大友
一位著名的攝影師，經常很忙，曾替莫妮卡拍照。

#### Cosmo Boys
共有6個人，是一隊超人氣的偶像組合。於第45話中登場。
冼尼斯（シリウス、Shiriusu）
配音員：日：成瀨誠／港：關令翹
Cosmo Boys的隊長。
阿魯化（アルフィ、Arufu）
配音員：日：松岡禎丞／港：周良鴻
Cosmo Boys的隊員。
保羅權（プロキオン、Purokion）
配音員：日：山本正樹／港：張裕東
Cosmo Boys的隊員。
伊四郎（イプシロン、Ipushiron）
配音員：日：速水秀之／港：李致林
Cosmo Boys的隊員。
華魯夫（ウオルフ、Uorufu）
配音員：日：小田久史／港：梁偉德
Cosmo Boys的隊員。
阿透（Tao）
配音員：日：椎橋和義
Cosmo Boys的隊員。

### 寶石寵物
此季以寶石寵物為主角的成分減少許多，且劇情方面主要集中於人類主角的寶石寵物，劇中他們主要扮以鼓勵和輔助人類心靈成長等方面的角色，其他寶石寵物則較為簡單略過。

#### 主要寶石寵物
露比（Ruby）
配音員：日：齋藤彩夏／港：何璐怡／台：龍顯蕙
正式名：紅寶石
搭檔：阿明
接續寶石寵物第一季動畫的主角，所持有的寶石能量為「勇氣」。魔法學校的入學新生，魔法能力與第一季的程度差不多糟糕。因魔法檢測未通過，而前往人間界尋找一位夥伴共同學習魔法，後來與在上學途中的小明相遇，因彼此心靈契合，從此成為了最要好的搭檔。每當小明失意或沮喪時都會予以關懷，時常不顧一切的盡力幫助她，與其共同夢想成為「寶石之星」。
性格相較於第一季變得比較保守，顯得相當女孩子氣。個性溫和體貼、有禮貌，前期偶爾會有頑皮的一面。興奮時常會說「喜歡喜歡」或「好棒好棒」，要是魔法施展失敗的話，會習慣用左腳點地。認為自己是為了讓小明幸福而存在的，有時還會為了小明而哭泣。好奇心強烈，總是勇往直前，對於魔法學校內部以及周遭的人事物相當陌生。喜歡雷亞雷亞界的紅蘿蔔。很不喜歡黛安娜，卻非常希望能和黛安娜成為朋友。平時不愛讀書，但為了幫助小明蒐集「寶石」而開始努力學習各種知識。最後逐步引導小明克服自己的人生阻礙，在52話中為了尋找「幸福之花」而與小明分別。
第5話中對於陶魯的救助而心動，此後常以「陶魯大人」表示對他的仰慕，而陶魯則常以「活潑的Lady」稱呼她。
第52話中與黛安娜、歐帕露、安祖娜、泉之龍、茱莉娜女王一起去旅行探索幸福之花。
※在日語版本中，小明、萬里繪和莫尼卡常稱呼她為「露比醬」表示對她的喜愛。
奈娜（Labra）
配音員：日：澤城美雪／港：劉惠雲／台：黃珽筠
正式名：鈣鈉斜長岩
搭檔：阿明
小明的副搭檔。個性如同小嬰兒，好奇心強，時常到處亂跑。行事笨拙，哭泣時會造成「天崩地裂」，被郝萊特老師認為擁有潛藏強大的未知力量，但仍不能使用得得心應手。喜歡常常黏著祐馬，在小明未到魔法學校入學之前，因找不到任何搭檔，而顯得相當自卑，後因受到小明與露比的鼓舞，而決定成為小明的搭檔，共同努力學習魔法。在雷亞雷亞界中，說自己是小白熊，但經常被誤認為是狗。喜歡別人稱呼她為「學姐」。語尾為「拉布」。
佳娜德（ガーネット、Garent）
配音員：日：平野綾／港：林元春／台：李明幸
正式名：石榴石
搭檔：米莉亞
喜愛流行時尚及打扮，所持有的寶石能量為「愛情」。與珊瑚合作無間，共同協助米莉亞施展魔法。喜歡迪安。喜歡逗貓棒。
在米莉亞小時候，母親因工作而時常不在家，在她感到相當寂寞的時候，佳娜德就這樣出現在她的面前，並與其成為最要好的搭檔。每當米莉亞受挫折或沮喪時，她就會想辦法用各種方式來鼓勵米莉亞。
珊瑚（Sango）
配音員：日：清水愛／港：曾秀清／台：劉凱寧
正式名：珊瑚
搭檔：米莉亞
喜愛聊天談話。與佳娜德合作無間，共同協助米莉亞施展魔法。喜歡迪安。透過佳娜德施展的特殊魔法，可施展一個震天撼地的「獅吼功」。非常喜愛各式甜點，本身也是個甜品達人，甚至只要嚐一小口的甜點，就能立即判斷出該甜點的正確來源。語尾為「喵」。
莎菲（Sapphie）
配音員：日：佐佐木望／港：黃紫嫻（第1－22集）→朱妙蘭（第23集開始）／台：黃珽筠
正式名：藍寶石
搭檔：沙羅
個性溫和，喜愛研究，所持有的寶石能量為「友情」。迷戀迪安的時候讓沙羅感覺跟平常很不一樣。常與沙羅研究各種不同的新實驗，兩人為極佳的實驗好夥伴。本身非常了解沙羅的心思，比起幫沙羅做研究更希望沙羅能敞開心懷多與他人溝通做朋友。
迪安（Dian）
配音員：日：福山潤／港：黃啟昌／台：林谷珍
正式名：黑曜石
搭檔：利昂
個性閑靜、溫順，所持有的寶石能量為「呼喚出對自己的啟發」。因長相帥氣個性又好而被許多女孩子喜愛，有時會保護雷恩免於危機。曾被陶魯激怒而向他宣戰。因看到阿魯瑪創造寶石寵物黛安娜的情景時的衝擊，而無法發出聲音。後因為看了魔法鏡中映出的影像而恢復了聲音及記憶。
在雷恩幼年時，曾養了一隻名叫羅傑的狗，在某次打獵途中與父親走散了，暴風雪中自己因體力不支而昏睡了過去，羅傑為了保護利昂而犧牲了，事後，利昂在羅傑的墓前哭得很傷心，因為迪安的出現，鼓勵利昂要堅強，雷恩也從此不再哭泣，並和迪安成為了魔法搭檔。
吉塔那（チターナ、Titana）
配音員：日：江里夏／港：謝潔貞／台：李明幸
正式名：楔石
搭檔：尼古拉
性格驕傲、總是充滿活力。自稱自己是天才寶石寵物。常在尼古拉說完話後加油添醋，兩人相當合得來。喜歡爆米花。語尾為「啾」。
尼古拉從小就贏得無數獎項，但母親總是向他人炫耀而從不稱讚或鼓勵他，在悲傷之餘吉塔那就出現在他的面前，並給予他許多的鼓勵，從此吉塔娜和尼古拉就成為了最好的魔法搭檔。
（Diana）
配音員：日：宍戶留美／港：黃淑芬／台：龍顯蕙
正式名：鑽石
搭檔：阿魯瑪
第16話中登場，為阿魯瑪用魔法製作出來的寶石寵物。能靠自身能力漂浮在空中。個性溫和愛美，和阿魯瑪同生死共患難，總是認同且支持阿魯瑪的每個意見及作法。容易為了阿魯瑪的幸福及生命而掉淚。外表與個性和第一季相比有著相當大的改變，但同樣為露比的死對頭。喜愛照鏡子、欺負露比，稱阿魯瑪為「寶石樂園最強的魔法使」。認為自己非常美麗可愛，但被露比否認。第50話為保護阿魯瑪免於巴蒂斯特的攻擊而犧牲了自己，最後化為產生裂痕的寶石護身符。
化名「吉魯」參加寶石之星競賽。
第52話中與露比、歐帕露、安祖娜、泉之龍、茱莉娜女王一起去旅行探索幸福之花。
歐帕露（オパール、Opal）
配音員：日：澤城美雪／港：曾佩儀／台：黃珽筠
正式名：蛋白石
搭檔：費莉娜(前任)、阿魯瑪（現任）和祐馬共同的寶石寵物。
第24話中登場，阿魯瑪的母親送給阿魯瑪及祐馬的寶石寵物。個性穩重，非常關心阿魯瑪，但不支持阿魯瑪尋找巴蒂斯特喚醒母親此事，時常引導小明等人勸導阿魯瑪。後來阻止阿魯瑪使用黑魔法攻擊他人，卻意外被黑魔法擊中而變回寶石護身符的狀態，偶爾能以寶石護身符的型態呈現影像給人觀看或與他人溝通。
第52話中與露比、黛安娜、安祖娜、泉之龍、茱莉娜女王一起去旅行探索幸福之花。

#### 其他寶石寵物
小玲（Rin）
配音員：日：早川真由／港：陳琴雲／台：黃珽筠
搭檔：莫魯塔貝多校長
能在空中飛，靜止時會站在樹枝上。總跟在校長旁邊，輔助校長行事。很不支持校長買魔法郵購及唱卡拉ok。語尾為「玲」。
貝莉朵（ペリドット、Peridot）
配音員：日：甲斐田幸／港：余欣沛／台：李明幸
個性溫和，認真起來時很有威嚴。能夠靠自身能力浮在空中。輔助魔法學校的各種行事。幫助他人追尋自己的夢想，有時會負責照顧拉布拉和拉爾德，而被別人稱為「姊姊」。很怕聽莫魯塔校長唱卡拉OK。曾跟隨小明一起到人間界參觀。
露娜（Luna）
配音員：日：宍戶留美／港：張頌欣／台：李明幸
搭檔：郝萊特老師
個性溫和。輔助魔法學校的各種行事。有時會擔任各種競賽或大會的主持人。曾跟隨小明一起到人間界參觀。語尾為「達娜」。
米爾姬（ミルキィ、Milky）
配音員：日：內海慶子／港：成瑤孆、程文意（代配）／台：林美秀
搭檔：郝萊特老師
個性溫和。輔助魔法學校的各種行事。有時會擔任各種競賽或大會的主持人。曾跟隨小明一起到人間界參觀。
陶魯（Tour）
配音員：日：竹內順子／港：林丹鳳／台：林美秀
搭檔：薩魯夫老師
第5話中登場。身手敏捷，喜愛冒險，個性開朗、很有正義感。輔助薩魯夫老師行事，但有時候會害慘薩魯夫老師。在救了露比一命後，常稱呼露比為「活潑的Lady」，露比則尊稱他為「陶魯大人」。曾擔任「點心大戰」的主持人。
覺得薩魯夫老師笨拙膽小的個性很有趣，而和他成為魔法搭檔。
凱特（Chite）
配音員：日：澤城美雪／港：雷碧娜／台：劉凱寧
第5話中登場，個性喜歡吃東西。沙羅的人體實驗者之一。喜歡草莓塔。語尾為「汪」。
伊歐（Io）
配音員：日：佐佐木望／港：陳琴雲／台：黃珽筠
第5話中登場，個性喜歡吃東西。沙羅的人體實驗者之一。
奈弗萊（ネフライト、Nephrite）
配音員：日：尾崎惠／港：林丹鳳／台：李明幸
第5話中登場，個性喜歡吃東西。沙羅的人體實驗者之一。語尾為「Geropa」。
普蕾斯（プレーズ、Prase）
配音員：日：岩村愛子／港：程文意／台：林美秀
搭檔：茱蒂
第8話中登場，個性溫和。為負責替魔法學校敲鐘的寶石寵物。曾為茱蒂的魔法搭檔，和茱蒂共同成為了上一屆的寶石之星。
塔塔（Tata）
配音員：日：竹內順子／港：謝潔貞／台：林谷珍
第9話中登場，身手敏捷，個性調皮搗蛋、陰險狡詐，喜歡惡作劇。語尾為「Wuki」。
凱雅（Kaiya）
配音員：日：酒井香奈子／港：沈小蘭／台：李明幸
搭檔：瑪莉安娜
第15話中登場，個性驕傲。對於自己的行事相當自滿，但失敗後會向瑪莉安娜哭泣抱怨。
莉露（Ryl）
配音員：日：藤田知美／港：余欣沛／台：黃珽筠
搭檔：卡特麗娜
第15話中登場，個性驕傲。跟隨在凱雅旁邊，常把對她們沒禮貌的人打飛。有時會發出「噗噗」的聲音。
雅美莉（アメリ、Amelie）
配音員：日：悠木碧／港：張頌欣／台：李明幸
搭檔：安潔麗娜
第15話中登場，個性驕傲。跟隨在凱雅旁邊，常在背後對他人冷嘲熱諷。
尼克（Nix）
配音員：日：井口祐一／港：林丹鳳／台：李明幸
第20話中登場，喜歡可愛女生，但是個花心的人，總和亞歷克、布朗尼共同向對方告白。
亞歷克（アレク、Alex）
配音員：日：設樂麻美、五十嵐裕美（代配）／港：朱妙蘭／台：黃珽筠
第20話中登場，喜歡可愛女生，但是個花心的人，總和尼克、布朗尼共同向對方告白。
布朗尼（ブラウニー、Brownie）
配音員：日：波田野由衣／港：黃玉娟／台：劉凱寧
第20話中登場，喜歡可愛女生，但是個花心的人，總和尼克、亞歷克共同向對方告白。語尾為「烏尼」。
阿科爾（アクア、Aqua）
配音員：日：櫻塚恭／港：蔡惠萍／台：林谷珍
第22話中登場，個性溫和，若有他人破壞海域或稱呼他為金魚時會變得很衝動。為保護海洋的寶石寵物巡邏員。語尾為「Q」。
瑞琵絲（ラピス、Lapis）
配音員：日：竹內順子／港：林芷筠／台：李明幸
第32話中登場，個性穩重，是個占卜師。對於露比內在的力量感到很驚訝，也很佩服露比對每一件事認真的心態。
古哈科（コハク、Kohaku）
配音員：日：皆川純子／港：高可慧／台：黃珽筠
第35話中登場，個性毛躁，相當自負。總是勇往直前，卻有勇無謀。喜歡幫助別人。曾拿走泉之龍的龍珠而造成意外。和雷恩都是泉之龍的弟子。
拉爾德（ラルド、Rald）
配音員：日：土屋真由美／港：朱妙蘭／台：黃珽筠
第40話中登場，個性跟拉布拉很像，是個小嬰兒，為拉布拉的學弟。稱呼拉布拉為「學姊」。為了能有自己的人類搭檔，而偷跑到雷亞雷亞界中尋找據說能實現願望的「可隆」。語尾為「Raru-do」。
朵芭斯（トパーズ、Topaz）
配音員：日：金田晶／港：黃淑芬／台：黃珽筠
搭檔：菲露狄
第42話中登場。個性成熟。
大王（King）
配音員：日：木內秀信／港：袁淑珍／台：林谷珍
第43話中登場。為寶石之星競賽的評審委員長。過去擁有連續十六屆的寶石之星競賽的參賽紀錄，被莎菲譽為「寶石寵物中的寶石寵物」。語尾為「達斯」。
尤克（Yuku）
配音員：日：吉田仁美／港：魏惠娥／台：林谷珍
搭檔：更河
第45話中登場。艾克史蘭德學園的學生，鋼荷的合作夥伴。
查洛特（チャロット、Charotte）
配音員：日：MAKO／港：林丹鳳／台：黃珽筠
搭檔：沙坎
第46話中登場。待人和善。語尾為「茶蘿」。
芙蘿拉（フローラ、Flora）
配音員：日：金田晶／港：陳琴雲
第46話中登場。說話很慢。是一隻綿羊，外表看起來笨拙，其實是很頂尖的寶石寵物。語尾為「RaRa」。
克里斯（クリス、Kris）
在動畫中是唯一沒有任何台詞的寶石寵物。為該動畫的背景人物。
積斯巴（ジャスパー、Jasper）
配音員：日：KENN／港：周倚天／台：林谷珍
給予並負責說明寶石之星競賽決賽中開啟魔法之門的鑰匙-「魔法之鑰」的寶石寵物。
安祖娜（エンジェラ、Angela）
配音員：日：豐崎愛生／港：程文意／台：李明幸
稱自己為「天使石安潔拉」，因為露比與小明有很深的羈絆，而建議露比一起來尋找能帶給人類幸福的「幸福之花」。語尾為「Arupaka」。
第52話中與露比、黛安娜、歐帕露、泉之龍、茱莉娜女王一起去旅行探索幸福之花。

## 登場的魔法咒語

### 先前咒語
Twinkle Twinkle
女生施展魔法時的先前咒語。
Gurira Gurira
男生施展魔法時的先前咒語。

### 咒語內容
Jewel Flash
當雷亞雷亞與寶石寵物要變身成魔法使時，需要唸的咒語，列舉如下：

女生完整版的變身咒語。
Twinkle Twinkle 寶石閃光
女生短版的變身咒語。
Gurira Gurira 寶石閃光
男生的變身咒語只在集合了12顆Jewel Stone中出現過。
此咒語前面有時候也會加上寶石寵物的咒語，列表如下：
| 寶石寵物 | 咒語內容                 |
| -------- | ------------------------ |
| 露比     | 閃亮的勇氣是露比的標誌   |
| 拉布拉   |                          |
| 佳娜德   | 閃閃亮亮I Love佳娜德     |
| 珊瑚     | 最喜歡吃甜品的珊瑚，喵   |
| 莎菲     | 閃耀的藍寶石滿載的是友情 |
| 戴安娜   | 激動的誘惑，粉紅色的鑽石 |
Rararura（Lalarula、Rararula）
可以更換衣服的魔法。
第2話中由米莉亞初次使用。
Reonoura（Reonora、Leonoura）
讓物件出現變化的咒語。
第2話中由利昂初次使用。
Rangura
基礎魔法，可移動物體。這是按照自己的意識，來移動物體的魔法咒語。
第3話中由郝萊特老師初次提出。
Bobore
基礎魔法，點火的魔法咒語。
第4話中由郝萊特老師初次提出。
Randeabu
讓物件變大的咒語。
第5話中初次提出，為沙羅研發的新咒語。
Rokodarura
讓物件變小的咒語。
第5話中初次提出，為沙羅和小明等人共同研發的新咒語。
Renore
可以打開關閉的門。
第5話沙羅用來打開實驗室的門。
Noiwako Ribu
緩解恐懼的咒語。
第6話中由薩魯夫老師初次使用。
Gurizararira Gurizararira Gurizararira Gurizararira Gurizararira Gurizararira Gurizararira Gurizararira…
只有莫魯塔貝多校長才能使用的「終極魔法」，但後半段的咒語卻忘記了。
第6話中由校長初次使用。
Reniamu
讓千夜一夜草綻放的咒語。
第7話中由西邊洞窟的老婆婆初次提出。
Dindonbell
意思是「叮噹鐘」，是修復魔法學校鐘的咒語。
第8話中由茱蒂初次使用。
Hikare
可顯現他人行走的腳印。
第9話中由沙羅初次使用。
Erebore
變出可追尋並攻擊他人的閃電。
第9話中由米莉亞初次使用。
Rirurito
變身成他人樣貌的魔法，為魔法必修課程之一。
第11話中由郝萊特老師初次使用。
Ronbebera
可把畫過的東西重現，不過會弄得一團糟。
第12話中由筆先生使用。
Ronbebira
可把畫過的東西重現，令阿明到了自己寫的漫畫——「北極光物語」中。
第12話中由筆先生使用。
Lucky Jewel
可變出漂亮的寶石。
第14話中，佳娜德為了鼓勵沮喪的米莉亞而使用。
以神聖的光芒作引導，被關上的門，現在打開。光芒，請你做我的引導，帶我去我想去的地方。
第14話中，米莉亞使用時空旅程之門時用的魔法咒語。
Ruraroita
變出美味的食物。
第19話中尼古拉和吉塔那在使用途中吵架。
Motorera
使用魔法戀愛藥粉（傾慕之藥）時需使用的咒語。
第20話中由米莉亞初次使用。
Ribeandaru
可控制天氣的咒語。
第20話中由阿美杜玲、托莉斯汀提出。

## 名詞解釋
Jewelpod
利亞利亞界（人間界）和寶石樂園聯繫的道具。當寶石寵物找到和自己心靈相通的拍擋後，它會有反應，出現一個魔法陣。
Jewel Charm
寶石寵物和利亞利亞成為搭檔的證物。搭擋和寶石寵物會持有相同的Jewel Charm。
利亞利亞糖
讓利亞利亞和寶石寵物可以溝通的糖果。寶石寵物吃了會懂得說人類的語言。是在Jewelpod中變出來的物品。
Jewel Stone
在魔法學校中只要能夠掌握一些魔法，便可得到加強魔法力量的寶石。每收集兩顆Jewel Stone，便可升一級，變身魔法使的服裝會有改變。只要收集了12顆Jewel Stone便可得到參加寶石之星大賽的參賽資格了。
寶石網絡原田 魔法郵購生活
摩德弗茲校長最愛的魔法郵購公司。
千夜一夜草
一種相隔一千年才會開花的植物。可用來製造化解「畏縮膽小性格」的魔法藥草。
龍之泉水
傳說能醫百病的聖水。
魔法戀愛藥粉
米莉亞在夏祭的一所店子買回來的藥。
寶利寶利糖
吃後可以在水中呼吸，衣服也不會弄濕。但是，效果只可以維持3小時。是在Jewelpod中變出來的物品。
魔法之鏡
唸出咒語，便可以看見想看見的映像。據說收藏在舊校舍。
巴蒂斯特
是「禁斷之魔法書」，內藏有被禁止使用的咒語。
音樂之果實
魔法學校的花園中的果實，會變出一些音符。
魔法鎖匙
寶石之星決勝戰中出現，可以用來打開魔法之門，擁有一些特別魔法的人才可得到它。
魔法之門
要用魔法鎖匙打開它，門後是打開它的人心裡想去的地方。
奇蹟寶石魔法
寶石之星實現3個願望的魔法珠。
幸福之花
拍擋非常愛惜的寶石寵物可以找它。找到的話，全世界的人也可以得到幸福。
露比、黛安娜、歐帕露、安祖娜、泉之龍、茱莉娜女王一起去旅行探索它。

## Doki☆Doki☆寶石樂園的秘密！
第2話開始寶石寵物米爾姬和露娜在播放後會介紹一些寶石樂園、寶石寵物等資訊。
| 集數                         | 介紹內容              |
| ---------------------------- | --------------------- |
| 2 - 5、9、13、16、22、23、24 | 寶石寵物、Jewel Charm |
| 6 - 7、10                    | 魔法學校              |
| 8                            | 寶石之星              |
| 11                           | Jewelpod              |
| 12、18、19、20、21           | 魔法咒語              |
| 14                           | 時空旅程之門          |
| 15                           | 寶石樂園              |
| 17                           | 植物                  |

- 第7話是由阿美杜玲、托莉斯汀進行介紹。

## 工作人員
- 原作 - Sanrio、Sega Toys
- 企劃 - 佐佐木章人、橫關謙治、安東ちよ、中村直樹、及川武（特別篇）、中村誠（特別篇）
- 監督 - 山本天志
- 系列構成 - 島田滿
- 角色設定 - 伊部由起子、宮川知子
- CG監督 - 佐藤淳也、齋藤仁
- 美術監督 - 春日禮兒
- 色彩設計 - 津守裕子
- 攝影監督 - 鎌田克明、五十嵐慎一（至最終話）
- 編輯 - 中葉由美子、村井秀明
- 音響監督 - 岩浪美和
- 音樂 - 濱口史郎
- 音樂製作人 - 八木仁、澁谷知子
- 製作人 - 奈良初男、可知秀幸、鈴木隆浩（至第16話）、大野亮介（第17話開始）
- 動畫製作人 - 關山晃弘、川崎とも子（特別篇）
- 動畫製作 - STUDIO COMET（本篇和特別篇的動畫製作協力）、ZEXCS（特別篇）
- 製作 - 東京電視台、MediaNet、We've

## 主題曲
片頭曲「Happy☆てぃんくる」（Happy☆Twinkle）
作詞 - 森由里子／作曲 - 岩崎貴文／編曲 - 亀山耕一郎／歌 - 增山加彌乃 with 露比（齋藤彩夏）、拉布拉（澤城美雪）
由第27話至39話使用歌詞的第2段。
第52話為合唱Ver.。
特別篇使用歌詞的第1、2段。
- 香港粵語版片頭曲「Happy☆Tinkle」

作詞：鄭櫻綸／作曲：岩崎貴文／監製：鄧智偉、葉肇中／歌：樂瞳
片尾曲「空ニラクガキ」（在天空塗鴉）
作詞 - 森由里子／作曲 - 松本尚裕／編曲 - 新井理生／歌 - 明（高森奈津美）、米莉亞（竹達彩奈）、沙羅（片岡梓）
由第27話至39話使用歌詞的第2段。
第52話為完全版，並從第2段起為合唱Ver.。
特別篇片尾曲「ほほえみの呪文 〜みんな笑顔になぁれ〜」
作詞 - 森由里子／作曲 - 濱口史郎／編曲 - 岡崎雄二郎／歌 - 高森奈津美、竹達彩奈、片岡梓、高本惠
插入曲「Little ☆ てぃんくる ☆ Star」（Little ☆ Twinkle ☆ Star）（第28話）
作詞 - 森由里子／作曲 - 坂部剛／編曲 - 亀山耕一郎／歌 - 米莉亞（竹達彩奈）

## 各話標題
| 話數   | 日文標題 | 香港標題                      | 台灣標題                  | 劇本       | 分鏡       | 導演       | 作畫監督                          | 香港首播日     | 香港重播日     | 台灣首播日     |
| ------ | -------- | ----------------------------- | ------------------------- | ---------- | ---------- | ---------- | --------------------------------- | -------------- | -------------- | -------------- |
| 第1話  |          |                               |                           | 島田滿     | 山本天志   | 菅原靜貴   | 吉田大輔                          | 2011年 7月12日 | 2012年 5月19日 | 2012年 8月25日 |
| 第2話  |          | 夢想寶石，心情☆激動！         | 夢想寶石☆心兒怦怦跳       | 島田滿     | 稻垣隆行   | 山本靖貴   | 原由美子                          | 7月13日        | 5月20日        | 9月1日         |
| 第3話  |          |                               |                           | 島田滿     | 臼田美夫   | 岡辰也     | 杉藤さゆり 野道佳代               | 7月19日        | 5月26日        | 9月8日         |
| 第4話  |          | 米莉亞的魔法，心情☆激動！     | 米莉亞的魔法☆心兒怦怦跳   | 成田良美   | 三澤伸     | 小林浩輔   | 古池ゆかり                        | 7月20日        | 5月27日        | 9月15日        |
| 第5話  |          | 消失縮小，心情☆激動！         | 消失縮小☆心兒怦怦跳       | 江夏由結   | 石踊宏     | 石踊宏     | 松本勝次                          | 7月26日        | 6月2日         | 9月22日        |
| 第6話  |          | 魔法郵購，心情☆激動！         | 魔法郵購☆心兒怦怦跳       | 山田隆司   | 川崎逸朗   | 關野圭一   | 一川孝久                          | 7月27日        | 6月3日         | 9月29日        |
| 第7話  |          | 月夜的魔法，心情☆激動！       | 月夜的魔法☆心兒怦怦跳     | 島田滿     | 稻垣隆行   | 稻垣隆行   | 小泉初榮                          | 8月2日         | 6月9日         | 10月6日        |
| 第8話  |          | 叮噹鐘，心情☆激動！           | 鐘聲響叮噹☆心兒怦怦跳     | 金春智子   | 稻垣隆行   | 菅原靜貴   | 梶浦紳一郎 原由美子               | 8月3日         | 6月10日        | 10月13日       |
| 第9話  |          | 初次考試，心情☆激動！         | 第一次考試☆心兒怦怦跳     | 長谷川勝己 | 植田秀仁   | 植田秀仁   | 鳥宏明 金城美保 仁井宏隆          | 8月9日         | 6月16日        | 10月20日       |
| 第10話 |          | 不可思議之夜 心情☆激動！      | 不可思議的夜晚☆心兒怦怦跳 | 江夏由結   | 川崎逸朗   | 小林浩輔   | 古池ゆかり                        | 8月10日        | 6月17日        | 10月27日       |
| 第11話 |          | 在爸爸的公司 心情☆激動！      | 在爸爸公司☆心兒怦怦跳     | 山田隆司   | 石踊宏     | 石踊宏     | 松本勝次                          | 8月16日        | 6月23日        | 11月3日        |
| 第12話 |          | 夢想與漫畫，心情☆激動！       | 夢想與漫畫☆心兒怦怦跳     | 島田滿     | 稻垣隆行   | 福井俊介   | 一川孝久                          | 8月17日        | 6月24日        | 11月10日       |
| 第13話 |          |                               |                           | 成田良美   | 山本靖貴   | 山本靖貴   | 小泉初榮                          | 8月23日        | 6月30日        | 11月17日       |
| 第14話 |          | 米莉亞的歌聲 心情☆激動！      | 米莉亞的歌☆心兒怦怦跳     | 池田真美子 | 福富博     | 菅原靜貴   | 原由美子                          | 8月24日        | 7月1日         | 11月24日       |
| 第15話 |          | 甜品比賽 心情☆激動！          | 點心大戰☆心兒怦怦跳       | 江夏由結   | 喜多谷充   | 關野圭一   | 梶浦紳一郎                        | 8月30日        | 7月7日         | 12月1日        |
| 第16話 |          | 競爭者出現！？心情☆激動！     | 對手登場☆心兒怦怦跳       | 山田隆司   | 植田秀仁   | 徐惠真     | 仁井宏隆 金城美保                 | 8月31日        | 7月8日         | 12月8日        |
| 第17話 |          | 彩虹射球，心情☆激動！         | 彩虹下的投籃☆心兒怦怦跳   | 金春智子   | 宮崎なぎさ | 安藤健     | 佐佐木貴宏 福士真由美 伊部由起子  | 9月6日         | 7月14日        | 12月15日       |
| 第18話 |          | 老婆婆的考試 心情☆激動！      | 老婆婆的考試☆心兒怦怦跳   | 長谷川勝己 | 石踊宏     | 石踊宏     | 松本勝次                          | 9月7日         | 7月15日        | 2013年 2月23日 |
| 第19話 |          | 尼古拉與吉塔那 心情☆激動！    | 尼古拉和吉塔那☆心兒怦怦跳 | 江夏由結   | 稻垣隆行   | 友田政晴   | 小泉初榮                          | 9月13日        | 7月21日        | 3月2日         |
| 第20話 |          | 10倍魔法 心情☆激動！          | 十倍的魔法☆心兒怦怦跳     | 池田真美子 | 喜多谷充   | 關野圭一   | 一川孝久                          | 9月14日        | 7月22日        | 3月9日         |
| 第21話 |          | 誰是誰 心情☆激動！            | 到底誰是誰☆心兒怦怦跳     | 長谷川勝己 | 山本靖貴   | 山本靖貴   | 原由美子                          | 9月20日        | 7月28日        | 3月16日        |
| 第22話 |          | 夏天了！去海灘！心情☆激動！   | 夏天 大海☆心兒怦怦跳      | 金春智子   | 福富博     | 菅原靜貴   | 梶浦紳一郎                        | 9月21日        | 7月29日        | 3月23日        |
| 第23話 |          | 謎之魔法使 心情☆激動！        | 神秘魔法使☆心兒怦怦跳     | 島田滿     | 宮崎なぎさ | 徐惠真     | 烏宏明 仁井宏隆                   | 9月27日        | 8月4日         | 3月30日        |
| 第24話 |          | 謎一樣的舊校舍 心情☆激動！    | 神秘的舊校舍☆心兒怦怦跳   | 島田滿     | 石踊宏     | 石踊宏     | 松本勝次 伊部由起子               | 9月28日        | 8月5日         | 4月13日        |
| 第25話 |          | 禁斷的咒語 心情☆激動！        | 禁忌的咒語☆心兒怦怦跳     | 島田滿     | 石踊宏     | 佐佐木浩一 | 古池                              | 10月4日        | 8月11日        | 4月20日        |
| 第26話 |          | 微笑的咒語 心情☆激動！        | 微笑的咒語☆心兒怦怦跳     | 島田滿     | 稻垣隆行   | 關野圭一   | 小泉初榮 伊部由紀子               | 10月5日        | 8月18日        | 4月27日        |
| 第27話 |          | 漫畫宿營 心情☆激動！          | 漫畫集訓☆心兒怦怦跳       | 中村誠     | 喜多谷充   | 友田政晴   | 福士真由美 鶴田愛                 | 10月11日       | 8月12日        | 5月4日         |
| 第28話 |          | 音符魔法 心情☆激動！          | 音符的魔法☆心兒怦怦跳     | 山田隆司   | 山本靖貴   | 山本靖貴   | 一川孝久                          | 10月12日       | 8月19日        | 5月11日        |
| 第29話 |          | 型男對決 心情☆激動！          | 美男子之戰☆心兒怦怦跳     | 江夏由結   | 渡部穩寬   | 渡部穩寬   | 烏宏明 金城美保 仁井宏隆          | 10月18日       | 8月25日        | 5月18日        |
| 第30話 |          | 記憶的照片 心情☆激動！        | 回憶的照片☆心兒怦怦跳     | 島田滿     | 石踊宏     | 石踊宏     | 松本勝次                          | 10月19日       | 8月26日        | 5月25日        |
| 第31話 |          | 沙羅與莎菲 心情☆激動！        | 沙羅跟莎菲☆心兒怦怦跳     | 金春智子   | 稻垣隆行   | 佐藤和磨   | 梶浦紳一郎                        | 10月25日       | 9月1日         | 6月1日         |
| 第32話 |          | 魔法運動會 心情☆激動！        | 魔法運動會☆心兒怦怦跳     | 長谷川勝己 | 喜多谷充   | 安藤健     | 松岡謙治 吉本拓二                 | 10月26日       | 9月2日         | 6月8日         |
| 第33話 |          | 邁向夢想 心情☆激動！！        | 朝向夢想☆心兒怦怦跳       | 中村誠     | 宮崎なぎさ | 關野圭一   | 小泉初榮                          | 11月1日        | 9月8日         | 6月15日        |
| 第34話 |          | 依賴天秤 心情☆激動！          | 用天秤來衡量☆心兒怦怦跳   | 山田隆司   | 福富博     | 友田政晴   | 福士真由美 飯田清貴               | 11月2日        | 9月9日         | 6月22日        |
| 第35話 |          | 熱血沸騰的古哈科 心情☆激動！  | 熱血的琥珀☆心兒怦怦跳     | 池田真美子 | 植田秀仁   | 植田秀仁   | 烏宏明 野道佳代 仁井宏隆          | 11月8日        | 9月15日        | 6月29日        |
| 第36話 |          | 阿魯瑪與祐馬 心情☆激動！      | 阿魯瑪和祐馬☆心兒怦怦跳   | 島田滿     | 山本靖貴   | 山本靖貴   | 一川孝久                          | 11月9日        | 9月16日        | 7月6日         |
| 第37話 |          | 阿魯瑪的叫喊聲 心情☆激動！    | 阿魯瑪的呼喊☆心兒怦怦跳   | 島田滿     | 石踊宏     | 石踊宏     | 松本勝次                          | 11月15日       | 9月22日        | 7月13日        |
| 第38話 |          | 花之封印 心情☆激動！          | 封印花朵☆心兒怦怦跳       | 島田滿     | 稻垣隆行   | 福井俊介   | 梶浦紳一郎                        | 11月16日       | 9月23日        | 7月20日        |
| 第39話 |          | Snow Night 心情☆激動！        | 寶石雪夜☆心兒怦怦跳       | 金春智子   | 宮崎なぎさ | 佐藤和磨   | 小泉初榮                          | 11月22日       | 9月29日        | 7月27日        |
| 第40話 |          | 閃閃下圓滾滾 心情☆激動！      | 閃閃發亮的可隆☆心兒怦怦跳 | 江夏由結   | 喜多谷充   | 花井宏和   | 菅野智之 吉本拓二                 | 11月23日       | 9月30日        | 8月3日         |
| 第41話 |          | 磨菇樹林 心情☆激動！          | 在蘑菇森林…☆心兒怦怦跳    | 山田隆司   | 福富博     | 關野圭一   | 福士真由美 飯田清貴               | 11月29日       | 10月6日        | 8月10日        |
| 第42話 |          | 大賽要開始 心情☆激動！        | 競賽開幕☆心兒怦怦跳       | 中村誠     | 石踊宏     | 徐惠真     | 烏宏明 金城美保 野道佳代 仁井宏隆 | 11月30日       | 10月7日        | 8月17日        |
| 第43話 |          |                               |                           | 長谷川勝己 | 山本靖貴   | 山本靖貴   | 一川孝久                          | 12月6日        | 10月13日       | 8月24日        |
| 第44話 |          | 夢之連身裙 心情☆激動！        | 夢之禮服☆心兒怦怦跳       | 中村誠     | 石踊宏     | 石踊宏     | 松本勝次                          | 12月7日        | 10月14日       | 8月31日        |
| 第45話 |          | 戀愛大作戰 心情☆激動！        | 愛的大作戰☆心兒怦怦跳     | 池田真美子 | 宮崎なぎさ | 福井俊介   | 梶浦紳一郎 木下由美子             | 12月13日       | 10月20日       | 9月7日         |
| 第46話 |          | 反勝再反勝 心情☆激動！        | 逆轉再逆轉☆心兒怦怦跳     | 山田隆司   | 川崎逸朗   | 佐藤和磨   | 小泉初榮                          | 12月14日       | 10月21日       | 9月14日        |
| 第47話 |          | 神祕少女，心情☆激動！         | 神秘少女☆心兒怦怦跳       | 島田滿     | 福富博     | 安藤健     | 吉本拓二 菅野智之                 | 12月20日       | 10月27日       | 9月21日        |
| 第48話 |          | 阿明與米莉亞比賽，心情☆激動！ | 小明和米莉亞☆心兒怦怦跳   | 金春智子   | 宮崎なぎさ | 關野圭一   | 飯田清貴 福士真由美               | 12月21日       | 10月28日       | 9月28日        |
| 第49話 |          | 沙羅的危機，心情☆激動！       | 沙羅的危機☆心兒怦怦跳     | 島田滿     | 植田秀仁   | 徐惠真     | 烏宏明 野道佳代 仁井宏隆 山崎正和 | 12月27日       | 11月3日        | 10月5日        |
| 第50話 |          | 最後的魔法，心情☆激動！       | 最後的魔法☆心兒怦怦跳     | 島田滿     | 石踊宏     | 石踊宏     | 松本勝次                          | 12月28日       | 11月4日        | 10月12日       |
| 第51話 |          | 閃耀光輝的奇蹟，心情☆激動！   | 閃亮的奇蹟☆心兒怦怦跳     | 島田滿     | 川崎逸朗   | 山本靖貴   | 野田康行 高橋敦子                 | 2012年 1月3日  | 11月10日       | 10月19日       |
| 第52話 |          | 三個願望 心情☆激動！          | 三個願望☆心兒怦怦跳       | 島田滿     | 山本天志   | 宮崎なぎさ | 伊部由起子 宮川知子               | 1月4日         | 11月11日       | 10月26日       |
| 特別篇 |          | 微笑的彩虹，心情☆激動！       | 微笑的彩虹☆心兒怦怦跳     | 島田滿     | 山本天志   | 山本天志   | 伊部由起子                        | （不適用）     | （不適用）     | （不適用）     |

## 劇集簡介
| 集數 | 標題                                                      | 原版首映日期 |
| --- | --------------------------------------------------------- | ------------ |
| 1 | 露比與阿明 心情☆激動！／露比與小明☆心兒怦怦跳 （）        | 2010年4月3日 |
| 寶石樂園是擁有寶石之瞳的寶石寵物們居住的魔法世界。為了尋找搭檔而到人類居住世界的寶石寵物－露比，與普通的女孩子－櫻明相遇。然而，露比得知阿明即將會於新學期遲到。露比認為阿明就是那位跟自己心靈相通的女孩。突然，露比的寶石之瞳發出閃耀的光輝……！？ |                                                           |              |
| 2 | 夢想寶石 心情☆激動！／夢想寶石☆心兒怦怦跳 （）            | 4月10日      |
| 阿明對寶石樂園的存在仍心感疑惑。但是，忙著工作的母親好像更喜歡活躍於藝能界的姊姊。懷著這樣的心情，阿明決定與露比一起學習魔法。然而，到魔法學校的時候，看見學生們厲害的魔法，阿明覺得十分自卑。 |                                                           |              |
| 3 | 奈娜的秘密 心情☆激動！／拉布拉的秘密☆心兒怦怦跳 （）      | 4月17日      |
| 小明正式與露比入學魔法學校，魔法學校是採用讓學生自由選修的教學方式，因此不同年級的學生可以一起上課。小明與露比在班上認識了許多同學，並在郝萊特老師的教導下，學習了移動物體的基礎魔法「Rangura」。可是在學習過程中卻不是很順利，偶然間發現了在旁邊偷偷觀看課程的拉布拉。拉布拉是一個不會使用魔法，並且沒有任何朋友及搭檔的寶石寵物。被大家發現後的拉布拉不久即開始大哭，卻意外的產生了巨大的魔法能量，究竟拉布拉背後藏著甚麼不可告人的秘密呢？ |                                                           |              |
| 4 | 米莉亞的魔法，心情☆激動！／米莉亞的魔法☆心兒怦怦跳 （）   | 4月24日      |
| 米莉亞是一個很有自信，對任何事情都不願認輸的女孩子，這點讓小明感到相當羨慕。在學習魔法點火魔法「Boboore」的過程中，米莉亞為了獲得大家的注目，而大幅度的使用了點火的魔法，得意忘形中卻不小心產生了意外…… |                                                           |              |
| 5 | 消失縮小，心情☆激動！／消失縮小☆心兒怦怦跳 （）           | 5月1日       |
| 沙羅是魔法學校裡最厲害的高材生，在課堂中能完整回答並糾正出新教師－薩魯夫老師出的魔法物理題目，但本身個性相當冷淡，也因沉迷於各種研究中而沒有任何的朋友。小明與露比對於沙羅的魔法研究很有興趣，而決定幫忙沙羅進行研究。沒想到沙羅正在進行要以雷亞和寶石寵物進行人體實驗的恐怖魔法，但小明和露比卻感到相當興奮及期待，這種情形也讓沙羅感到十分的訝異……                                                                                          |                                                           |              |
| 6 | 魔法郵購，心情☆激動！／魔法郵購☆心兒怦怦跳 （）           | 5月8日       |
| 小明感情要好的父母吵架了，原來是因為父親又花錢買了昂貴的釣具。但露比說，寶石王國裡竟有比父親還要厲害的郵購迷－莫魯塔貝多校長，而且校長所訂來的魔法郵購經常為大家帶來一大堆的麻煩…… |                                                           |              |
| 7 | 月夜的魔法，心情☆激動！／月夜的魔法☆心兒怦怦跳 （）       | 5月15日      |
| 寶石王國的「夜晚之週」到了，在這期間內寶石王國會一整個星期呈現夜晚的樣貌。小明與大家一同前往商店街逛街購物，偶然在一家店裡發現了一種可以治療畏縮怯懦的香草茶，對此毛病感到懊惱的小明非常高興，但經過詢問後才知此商品早已賣完，而製成此香草茶的藥草－「一千零一夜草」則需要很長一段時間才會再次綻放。小明也因此感到相當難過，而關心她的露比便不顧自身安危的前往「西邊洞窟的老婆婆」那裡尋找該藥草的下落……                                      |                                                           |              |
| 33 | 邁向夢想 心情☆激動！！／朝向夢想☆心兒怦怦跳 （）          | 11月13日     |
| 聽到麻衣和朋繪說姐姐和祐馬交往的傳聞，加上在圖書館看見他們在一起，阿明很不高興，甚至連魔法能力也因此失去。後來想去攝影廠問清楚莫妮卡，卻看見拍攝中的姐姐被編導斥責。經過跟姐姐傾談之後，才知道姐姐是經過很多努力，才會那麼出色。而且她跟祐馬交往的傳聞，只是一個誤會。回復心情之後的阿明，向祐馬表白，而且下定決心要向自己的夢想進發。 |                                                           |              |
| 34 | 依賴天秤 心情☆激動！／用天秤來衡量☆心兒怦怦跳 （）        | 11月20日     |
| 校長買了新的魔法郵購商品「小天秤」。當有選擇困難時，這商品裡的小天、小秤便會自動現身，幫助這個人選擇。後來他們到了利亞利亞界，想為阿明和祐馬解決二人的煩惱，卻未能成功。之後被擒回寶石樂園，更因為誰比較可愛，而要寶石樂園所有人作出決定，誰比較可愛！ |                                                           |              |
| 35 | 熱血沸騰的古哈科 心情☆激動！／熱血的琥珀☆心兒怦怦跳 （）  | 11月27日     |
| 利昂已經擁有11顆jewel stone，但遲遲未能得到最後一顆。泉之龍說他因為有不足之處，故遲遲未能得到最後一顆。那就是他未能信任身旁的朋友，把責任交給他們。泉之龍的徒弟古哈科，因為答應了村民去打敗山上的翼龍，所以向師傅借龍之珠，利昂等人怕他應付不來，要去為泉之龍取回龍之珠，最後利昂和古哈科合作取回跌落岩漿的龍之珠，並跟阿明等人合作，將失控四處流的岩漿引導到湖水裡，讓山下的村莊逃過一劫。最後利昂、阿明和米利亞，每人都得到一粒寶石之星。   |                                                           |              |
| 36 | 阿魯瑪與祐馬 心情☆激動！／阿魯瑪和祐馬☆心兒怦怦跳 （）    | 12月4日      |
| 一次阿明要到寶石樂園時被祐馬看見，而祐馬在夢中想起了阿魯瑪這個名字，還有自己的媽媽。另一方面，阿魯瑪找到媽媽的Jewel Charm，讓她能夠到利亞利亞界尋找祐馬，而當祐馬在她身邊時，她的魔法力量會提升到極限的境界，阿明知道她來找祐馬，立刻去阻止，但卻不能成功，並讓她知道了懲罰考驗的所在。 |                                                           |              |
| 37 | 阿魯瑪的叫喊聲 心情☆激動！／阿魯瑪的呼喊☆心兒怦怦跳 （）  | 12月11日     |
| 阿魯瑪把祐馬帶到寶石樂園，想借助他來增加自己的力量去解開懲罰考驗的封印，從中找出能夠喚醒沉睡中媽媽的咒語，阿明獲西洞窟老婆婆的手杖去找阿魯瑪解釋，他媽媽沉睡的真正原因，但仍然阻止不了她解除懲罰考驗的封印。 |                                                           |              |
| 39 | Snow Night 心情☆激動！／寶石雪夜☆心兒怦怦跳 （）          | 12月25日     |
| 這天是祐馬的生日，阿明做了些曲奇給他做生日禮物，送曲奇給他時，阿明想起這天是寶石樂園的Snow night，於是邀請他到寶石樂園欣賞下雪，同時阿明希望能讓祐馬知道更多母親費莉娜的事，但卻想不出了解費莉娜的辦法，最後在雪夜出現奇蹟，變成了Jewel Charm的歐帕露出現，讓祐馬從牠的記憶中看到小時候母親為他和阿魯瑪慶祝生日的情況。 |                                                           |              |
| 40 | 閃閃令圓碌碌！心情☆激動！／閃閃發亮的可隆☆心兒怦怦跳 （） | 2011年1月2日 |
| 拉爾德是一隻熊貓寶石寵物，他到度利亞利亞界找一樣閃閃令圓碌碌的東西。大家想幫忙，他卻連這東西的名字也不知道，所以不知怎樣去找。奈娜覺得自己是他的前輩，認為自己有責任幫他找這東西出來，可惜她有心無力，最後還是找不到，還搞出一個難攤子來…… |                                                           |              |
| 41 | 蘑菇樹林！心情☆激動！／在蘑菇森林…☆心兒怦怦跳 （）        | 1月8日       |
| 校長生病喉嚨痛，要求阿明、米莉亞和沙羅到迷之森林摘一種叫做「拿柯尼草」的藥草回來，這也是她們的考試。他們去到後，看見森林裡的磨菇一族正分成兩派打仗，阻礙了她們去摘取藥草，於是想辦法讓兩派磨菇和好，但都失敗，後來露比提議用森巴魔法，讓他們和好，於是三人通過了考驗，摘了藥草回去，也拿到了寶石之星。阿明和沙羅都得到第12顆，可以出席寶石之星大賽，而米莉亞則尚欠一顆。                                                                      |                                                           |              |
| 42 | 大賽要開始！心情☆激動！／在蘑菇森林…☆心兒怦怦跳 （）      | 1月15日      |
| 阿明、沙羅、利昂和尼古拉都得到12顆Jewel stone，可以一起去參加寶石之星大賽，米莉亞因為只有自己未能出席而感到失落。米莉亞跟大家一起去參加大賽的開幕禮時，遇上瑪莉安娜三姐妹，被她們奚落一番。阿明等人因為不忍心米莉亞不能參賽，正想放棄的時侯，米莉亞反倒鼓勵他們參賽。因為米莉亞的真心打動了哈莉特老師和校長，送給她一粒Jewel stone，於是米莉亞便集齊12粒jewel stone，可以參加寶石之星大賽了。                                                 |                                                           |              |
| 43 | 利昂與尼古拉！心情☆激動！／雷恩與尼古拉☆心兒怦怦跳 （）   | 1月22日      |
| 比賽終於開始，第一場是由阿明對卡特莉娜，而題目是讓人充滿幸褔的甜品，因為阿明把對祐馬的心意加進去，所以讓眾評判校長想起年輕時的幸福初戀感覺而勝出。之後米莉亞，沙羅都分別輕鬆晉級。接著的比賽，是由利昂對尼古拉，戰況勢均力敵。經過激鬥之後，由利昂勝出，但尼古拉與吉塔那的表現也得到所有人的讚賞。 |                                                           |              |
| 44 | 夢之連身裙 心情☆激動！／夢之禮服☆心兒怦怦跳 （）          | 1月29日      |
| 比賽剩下了最後8強，而8強戰中，第一對出場的是米莉亞和佳娜德對安潔莉娜和雅美莉，比賽分兩部份進行，第一部份，安潔莉娜以7比1領先，到第二部份，米莉亞卻以8比0勝出最終以9比7反敗為勝，晉級準決賽。 |                                                           |              |
| 45 | 戀愛大作戰！ 心情☆激動！／愛的大作戰☆心兒怦怦跳 （）      | 2月5日       |
| 情人節，阿明做了巧克力送給祐馬，可惜在回校途中不小心弄丟了，給其他男同學拾到並吃掉，由於露比把魔法戀愛藥粉灑了在巧克力上，所以這些男同學戀上了阿明。後來露比尋回解除魔法的咒語，把這些男同學打發掉。祐馬終於向阿明表白，可惜阿明因為太過激動，完全聽不到祐馬的表白。 |                                                           |              |
| 46 | 反勝然後再反勝 心情☆激動！／逆轉再逆轉☆心兒怦怦跳 （）    | 2月12日      |
| 沙羅、莎菲組合與查洛特進行第二場半決賽，考的是魔法知識，大家都對魔法書書的內容都非常熟悉，所以戰況也十分精彩，最後落後的沙羅從後趕上，反敗為勝。第三場半決賽是由阿明、露比組合對瑪麗安娜、凱雅組合，雖然最後由瑪麗安娜勝出，但她卻承認自己比賽期間犯規，讓阿明組合獲得準決賽的資格。 |                                                           |              |
| 47 | 神祕少女！心情☆激動！／神秘少女☆心兒怦怦跳 （）           | 2月19日      |
| 最後一場半決賽，是利昂、迪安組合對萊雅、芝露組合。原來萊雅的真面目就是阿魯瑪，而芝露就是黛安娜。他們在「懲罰考驗」被再次封印之前，得到部份禁忌魔法，所以阿魯瑪的魔法力量變得十分強，最終利昂還是敵不過阿魯瑪，失去準決賽資格。 |                                                           |              |
| 49 | 沙羅的危機！心情☆激動！／沙羅的危機☆心兒怦怦跳 （）       | 3月5日       |
| 第二場準決賽，一開始沙羅就已經處於下風，很快阿魯瑪已經把第一顆魔法寶石嵌進銅像裏面。後來沙羅盡量拖延，希望尋找出阿魯瑪的弱點。雖然最後沙羅落敗，但她發現了阿魯瑪的弱點，為阿明增加勝算。 |                                                           |              |
| 50 | 最後的魔法！心情☆激動！／最後的魔法☆心兒怦怦跳 （）       | 3月19日      |
| 決賽開始，阿明和阿魯瑪要爭奪魔法之鑰，打開魔法之門，能打開魔法之門的就是「寶石之星」。阿明以善良的心推動的魔法跟阿魯瑪以悲傷力量推動的邪惡魔法對抗，爭持之間，魔法之鑰碎掉。禁忌魔法利用阿魯瑪的悲傷，吸收她的生命力。黛安娜為了救阿魯瑪而受傷，變回了一顆寶石。這令阿魯瑪更傷心，而禁忌魔法乘機控制了整個局面，能夠解開這個困局的人，只有阿明和露比。如果她們失敗了，阿魯瑪和祐馬便會陷入長眠。                                              |                                                           |              |
| 51 | 閃耀光輝的奇蹟！心情☆激動！／閃亮的奇蹟☆心兒怦怦跳 （）   | 3月26日      |
| 阿明進入了受禁忌魔法控制的範圍，找到阿魯瑪和祐馬。她感動了阿魯瑪，令她內心的怨恨消失，但邪惡魔法入侵了她的身體。阿魯瑪和所有人都用微笑魔法，驅散了禁忌魔法。阿明用魔法之鑰打開了魔法之門，到了永遠花園把費莉娜救醒，最後成為寶石之星。 |                                                           |              |
| 52 | 三個願望！心情☆激動！／三個願望☆心兒怦怦跳 （）           | 4月2日       |
| ， 阿明成為寶石之星，得到三個願望。她想為米莉亞、祐馬、沙羅許願，卻被他們拒絕。他們告訴阿明，想憑自己的力量，去達成夢想。當阿明知道露比要去尋找幸福之花之後很傷心，經阿魯瑪的開解後，終於放心讓露比去尋找幸福之花，最後她終於決定了怎樣去用三個願望了。 |                                                           |              |

## 播放電視台
| 日本 東京電視台 星期六9:30 - 10:00 節目 | 日本 東京電視台 星期六9:30 - 10:00 節目            | 日本 東京電視台 星期六9:30 - 10:00 節目 |
| --------------------------------------- | -------------------------------------------------- | --------------------------------------- |
|                                         | 寶石寵物 Twinkle☆ （2010年4月3日 － 2011年4月2日） |                                         |
| 守護甜心！派對                          | 寶石寵物 Sunshine                                  |                                         |

| 香港 翡翠台 星期二、三17:20 - 17:50 節目 | 香港 翡翠台 星期二、三17:20 - 17:50 節目    | 香港 翡翠台 星期二、三17:20 - 17:50 節目 |
| ---------------------------------------- | ------------------------------------------- | ---------------------------------------- |
|                                          | 寶石寵物Ⅱ （2011年7月12日 － 2012年1月4日） |                                          |
| 花漾明星（ep. 53 - 102）                 | 星光少女                                    |                                          |
| 香港 翡翠台 星期一至六 06:00-06:25 節目  |                                             |                                          |
| 都市方程式                               | 寶石寵物Ⅱ 重播 （2014年3月15日﹣5月14日）   | 星光少女 重播                            |

| 香港 無綫兒童台 星期六、日 12:30 - 12:55 節目 | 香港 無綫兒童台 星期六、日 12:30 - 12:55 節目   | 香港 無綫兒童台 星期六、日 12:30 - 12:55 節目 |
| --------------------------------------------- | ----------------------------------------------- | --------------------------------------------- |
|                                               | 寶石寵物Ⅱ （2012年5月19日 －2012年11月11日）    |                                               |
| —                                             | 花漾明星 第103～153集                           |                                               |
| 香港 無綫兒童台 星期一至五 08:30-09:00 節目   |                                                 |                                               |
| 星光少女                                      | 寶石寵物Ⅱ 重播 （2013年5月8日 －2013年7月18日） | —                                             |

| 台灣 東森幼幼台 星期六8:00 - 8:30 節目                                        | 台灣 東森幼幼台 星期六8:00 - 8:30 節目                                | 台灣 東森幼幼台 星期六8:00 - 8:30 節目 |
| ----------------------------------------------------------------------------- | --------------------------------------------------------------------- | -------------------------------------- |
|                                                                               | 寶石寵物 閃亮魔法學園 （ep. 1~17） （2012年8月25日－2012年12月15日）  |                                        |
| 光之美少女 甜蜜天使！ 重播                                                    | 海綿寶寶 重播                                                         |                                        |
| 台灣 東森幼幼台 星期六8:00 - 8:30 節目 （2013年3月23日起改為星期六7:00-7:30） |                                                                       |                                        |
| 海綿寶寶 重播                                                                 | 寶石寵物 閃亮魔法學園 （ep. 18~52） （2013年2月23日－2013年10月26日） | 叭噗麻吉                               |

## 外部連結
- （日語）東京電視台《寶石寵物 Twinkle☆》 （页面存档备份，存于）
- （繁體中文）東森幼幼台《寶石寵物 閃亮魔法學園》
- （繁體中文）Sanrio《寶石寵物 閃亮魔法學園》[永久]